# Kaunos

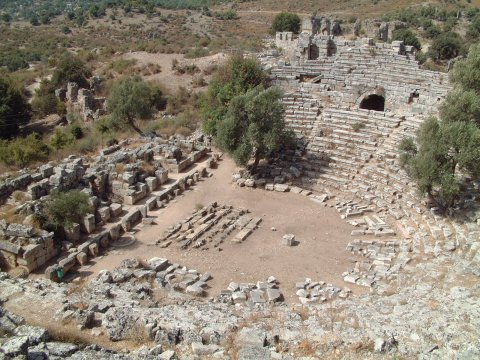
Teater i Kaunos, Turkiet. PAL.

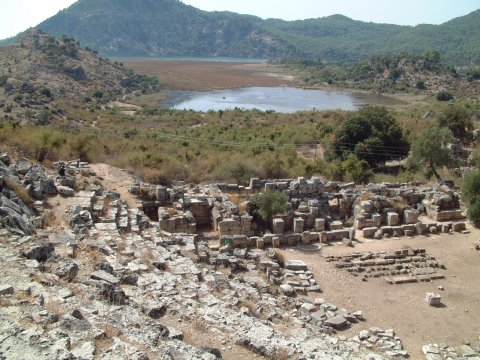
Utsikt från teatern över den gamla hamnen i Kaunos, Turkiet. PAL.

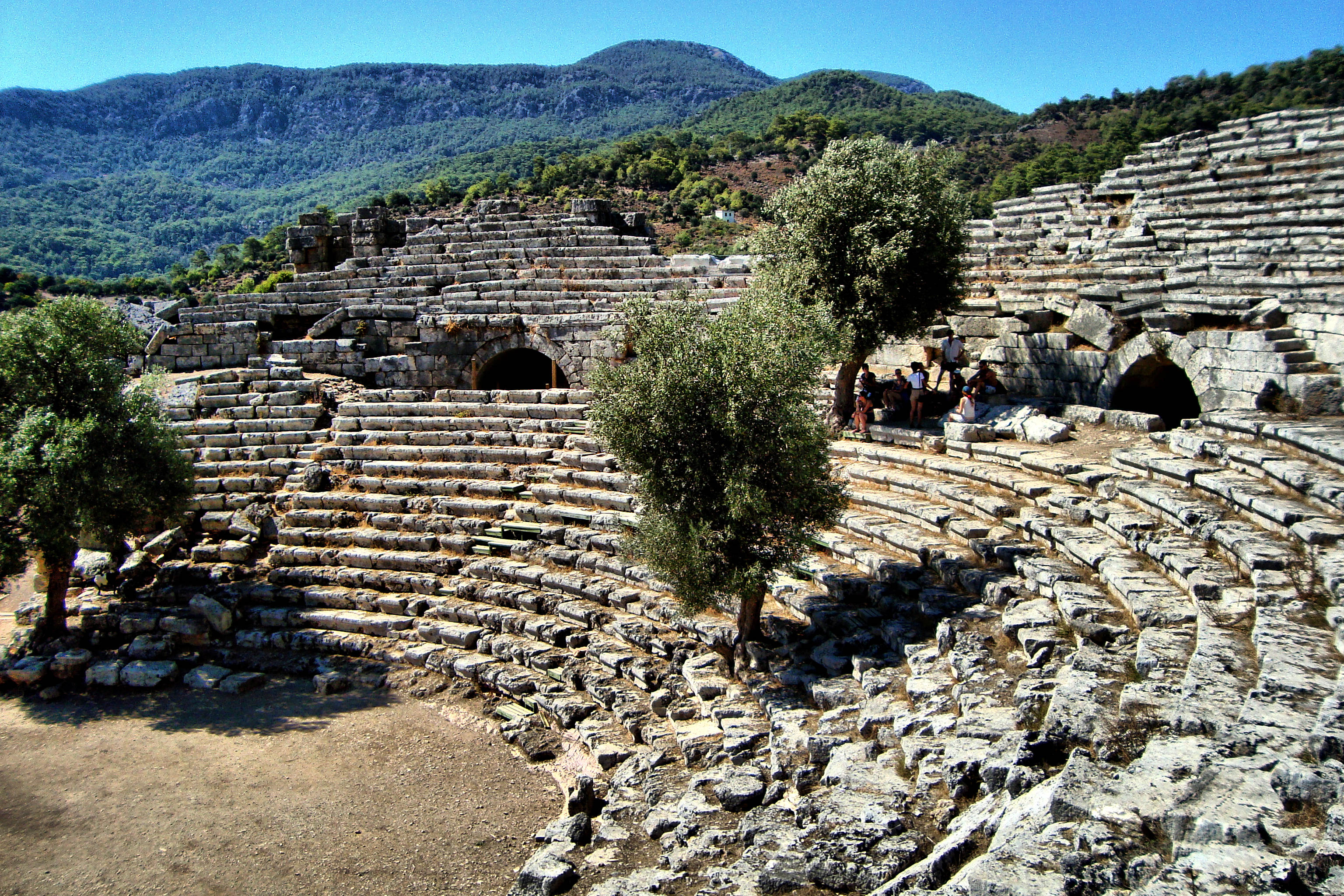
Den antika teatern i Dalyan, Turkiet.

Kaunos eller Kaunus (lykiska Khbide; även Peraia, latin Peræa Rhodiorum) är en antik stad i Karien i Anatolien, numera några kilometer väster om den moderna staden Dalyan i Muğlaprovinsen i Turkiet. Kaunos sägs ha grundats av Kaunos, son till Miletos och Kyane, på Kariens sydkust, mitt emot Rhodos, och var känd som Rhodesiska Peraia, vid berget Tarbelos fot. Dess akropolis kallades Imbros. Staden exporterade, huvudsakligen till Rom, högt värderade fikon och var även hemvist för målaren Protogenes. Under namnet Peræa Rhodiorum var den medlem av det chrysaioriska förbundet.
Kaunos kristnades tidigt och biskopar är kända från 300-talet. Fyra stycken omnämns av Lequien (I, 981): Basileios, som närvarade vid konciliet i Seleukia 359; Antipatros, som närvarade vid konciliet i Chalkedon 451; Nikolaios, som skrev ett brev till kejsar Leo I 458; och Stefanos, som närvarade vid konciliet i Nicaea 787. Enligt Hierokles Synekdemos och de flesta Notitiae Episcopatuum, så sent som på 1100- eller 1200-talet, var biskopsdömet biträde åt den lykiske biskopen i Myra.
Stadens ruiner ligger inte långt från den moderna staden Dalyan (Dalian) på högra sidan av en liten å, antikens Kalbis. Bland dem finns en teater, en stor rektangulär byggnad, som troligen har varit ett tempel, andra av okänt ursprung, en bysantinsk kyrka och ett antal klippgravar.
Kaunos är numera titulärstift inom den romersk-katolska kyrkan, Cauniensis; biskopsstolen har varit vakant sedan den senaste biskopen dog 1972.